# Bart tábornok
A Bart tábornok (eredeti címén: Bart the General) a ötödik Simpson család epizód. Az epizód produkciós kódja: 7G05. Amerikában 1990. február 4-én mutatták be. Magyarországon 1998. szeptember 18-án mutatta be a TV3 Az epizódot John Swartzwelder írta, valamint David Silverman rendezte. A rész központi szereplője Bart, aki összetűzésbe került az iskola bajkeverőjével, Nelson Muntz-al. Azonban találkozik Hermannal, egy háborús veteránnal, aki tanácsokkal látja el.

## Történet
|  | Alább a cselekmény részletei következnek! |

Bart ráront Nelsonra, hogy megvédje Lisa süteményeit, amit Miss Hoover-nek sütött. Nelson kiüti Bartot iskola után, majd közli vele, hogy a következő napon is ezt fogja tenni. Otthon Homer azt tanácsolja, hogy mocskos módszerekhez nyúlva legyőzheti, míg Marge a szép szavakat és a meggyőzést javasolja. Bart az előbbit választja, azonban Nelson ismét felülkerekedik. Ekkor Bart elmegy nagyapjához a nyugdíjas otthonba.
A nagyapja bemutatja őt Hermannak, egy őrült háborús veteránnak. Herman háborút kezd Nelsonnal, és kiképzi Bartot egy megsemmisítő támadás végrehajtására. Bart összeszedi a többi gyereket az iskolából, akiket szintén terrorizált már Nelson. Herman tanácsára Bart lesz a vezetőjük. Sarokba szorítják Nelsont és megdobálják vizes léggömbökkel.
Nelson megadja magát, de mikor foglyul ejtik, azzal fenyegetőzik, ha kijut onnan, megöli Bartot. Ezért Herman egy fegyverszünetet ajánl, amit mindketten elfogadnak.